# Scaphochlamys scintillans
Scaphochlamys scintillans là một loài thực vật có hoa trong họ Gừng. Loài này được Ooi Im Hin, Kalu Meekiong và Wong Sin Yeng miêu tả khoa học đầu tiên năm 2017.

## Mẫu định danh
Mẫu định danh: I.H. Ooi & F. Bakong OIH141; thu thập ngày 22 tháng 4 năm 2014 ở cao độ 97 m, tọa độ 1°57′29,7″B 111°26′16,9″Đ / 1,95°B 111,43333°Đ, Sebangkoi, phó huyện Roban, huyện Saratok, tỉnh Betong, bang Sarawak, Malaysia. Holotype lưu giữ tại Cục Lâm nghiệp bang Sarawak ở Kuching (SAR).

## Từ nguyên
Tính từ định danh scintillans là động tính từ Latinh, nghĩa là lấp lánh, lóe sáng; để nói tới bề mặt phiến lá láng mịn lấp lánh như vải sa tanh của loài này.

## Phân bố
S. scintillans chỉ được biết đến từ khu vực lấy mẫu trong huyện Saratok, tỉnh Betong, bang Sarawak, Malaysia. Loài này sinh sống trên đất màu vàng-đỏ trên đá phiến sét, trong rừng vùng đất thấp, ở cao độ ~95 m.

## Mô tả
Địa thực vật thân thảo, sống lâu năm, có thân rễ, cao tới ~18 cm. Thân rễ vùi trong đất, đường kính ~5 mm, vỏ màu nâu ánh lục sẫm, ruột màu trắng ánh nâu. Các chồi lá cách nhau 1–10 mm, 1 lá, không thấy cây non; cuống lá dài 3,5–4,5 cm, có rãnh, nhẵn nhụi, màu xanh lục vừa, đáy hình gối, màu xanh lục ánh vàng; bẹ không lá ~3, dài 0,7–4,5 cm, màu nâu nhạt, nhẵn nhụi, khô và xé vụn khi già; bẹ lá dài ~1 cm, dạng màng, màu xanh lục nhạt, nhẵn nhụi, khô và xé vụn khi già; lưỡi bẹ khó thấy; phiến lá 10–14 × 4–7 cm, hình elip tới hình elip rộng, dạng da, mép nguyên, đáy hình nêm đến thuôn tròn, đỉnh tù tới có mấu nhọn; mặt gần trục màu xanh lục sẫm, láng mịn như sa tanh, lốm đốm màu (dải màu xám khúc xạ, kiểu lông chim ở mỗi bên), nhẵn nhụi; gân giữa lõm, màu xanh lục sẫm, có lông tơ, các gân bên chính khó thấy; mặt xa trục màu trắng ánh xanh lục xám, nhẵn nhụi, gân giữa nổi, màu xanh lục nhạt, có lông tơ, các gân bên chính hơi dễ thấy. Cụm hoa dài 3–4 cm, mọc ra từ gần đáy lá bên trong các bẹ lá, hơi lỏng lẻo, bao gồm 7 xim hoa bọ cạp xoắn ốc, mỗi xim 2 hoa mọc trên cuống cụm hoa, hoa nở xoắn ốc từ đáy tới đỉnh; cuống cụm hoa dài ~2 cm, màu lục nhạt ánh trắng, nhẵn nhụi, được bẹ không lá khô quắt bao phủ; lá bắc ~7, kích thước ~4 × 3 mm, sắp xếp xoắn ốc, hình trứng, nhẵn nhụi, màu nâu, đỉnh nhọn, mỗi lá bắc đỡ ~2 hoa; lá bắc con ~2, dài 10–12 mm, dài hơn lá bắc nhưng khó phân biệt với lá bắc, màu nâu; hoa dài ~2,4 cm, không có mùi đáng chú ý; đài hoa dài ~9 mm, màu nâu nhạt, thưa lông tơ, đỉnh 2 răng; ống hoa dài 10–13 mm, màu từ trắng tới trắng hơi ánh vàng; thưa lông tơ; các thùy tràng hoa dài 7–8 mm, hình mác, màu từ trắng tới trắng hơi ánh nâu, nhẵn nhụi, đỉnh nhọn, có nắp; nhị lép dài 4–5 mm, ngắn, hình từ thẳng tới hơi mác ngược, mặt gần trục có lông tuyến, màu vàng nhạt, đỉnh thuôn tròn; cánh môi 8-11 × 9–10 mm, hình thìa, mặt gần trục có lông tuyến, màu trắng, dải giữa màu vàng nhạt đôi khi hơi có ánh tím hoa cà, đỉnh 2 thùy, hơi hình quạt, khía răng cưa ~4 mm, các thùy đôi khi hơi xếp chồng; nhị ~4 × 1,5 mm, có lông tuyến, màu trắng; mô vỏ bao phấn dài ~3 mm, không cựa, mào dài ~0,5 mm; đầu nhụy dài dưới 1 mm, hình chùy, với 2 bướu ở lưng, lỗ nhỏ có lông rung, hướng về phía trước; vòi nhụy dài ~23 mm, màu trắng, nhẵn nhụi; bầu nhụy dài ~2 mm, 1 ngăn, màu lục nhạt, rậm lông tơ, noãn đính đáy. Tuyến trên bầu 2, dài ~1 mm, rời, hình kim, màu trắng ánh nâu. Không thấy quả và hạt.
Nhóm Anomala được xác định là có cụm hoa lỏng lẻo, các lá bắc dạng màng sắp xếp xoắn ốc, các lá bắc con tương tự nhưng hầu hết là dài hơn lá bắc, lá bắc con thứ nhất có 2 gờ lưng rất mờ nhạt và khó thấy, hoa nhỏ dài ~2,5 cm, với cánh môi màu trắng dài ~1 cm, vỏ quả ngoài có u/bướu nhỏ. Nhóm Anomala bị giới hạn ở phía tây của đới khâu Đường Lupar chạy theo hướng đông đông nam qua Engkilili và Lubok Antu. Gồm bảy loài là S. anomala, S. gracilipes, S. iporii, S. lanjakensis, S. penyamar, S. salahuddiniana, S. scintillans.
S. scintillans là khác biệt với các loài Scaphochlamys khác ở chỗ mặt gần trục của phiến lá màu xanh lục sẫm, láng mịn như sa tanh với 2 dải màu xám khúc xạ (kiểu lông chim).